# The Red Rooster
The Red Rooster (deutsch „der rote Hahn“; bei Coverversionen oftmals Little Red Rooster) ist ein Blues-Standard, der offiziell von Willie Dixon geschrieben und erstmals 1961 von Howlin’ Wolf für Chess Records aufgenommen wurde. Er beruht auf dem AAB-Blues-Schema und enthält als charakteristisches musikalisches Element eine Slide-Gitarre. Textlich erzählt das Stück von dem Chaos, das durch einen Hahn entsteht, der zu faul zum Krähen vor Sonnenaufgang ist.

## Hintergrund
Der Song war eine erfolgreiche Single für Wolf, über die Schranken des Blues bekannt wurde das Stück jedoch durch zahlreiche Coverversionen. Auch andere Howlin’-Wolf-Stücke sind durch Neuinterpretationen von Rock-orientierten Künstlern bekannt geworden, wie etwa auch Back Door Man (The Doors). Als Little Red Rooster war das Stück eine erste erfolgreiche Single für die damals gerade erst gegründete britische Rockband The Rolling Stones. Die Stones-Fassung ist neben Wolfs Original wohl die bekannteste Fassung des Songs, obwohl sich eine große Anzahl an Bluessängern wie Big Mama Thornton oder auch Otis Rush an dem Stück versuchte. Eine weitere bekannte Coverversion stammt von Sam Cooke. Auch The Doors spielten den Song bei einigen ihrer Konzerte, auf ein Studioalbum schaffte er es bei ihnen allerdings nicht.
Obwohl Willie Dixon die alleinige Autorschaft des Songs zugesprochen wird, basiert The Red Rooster auf früheren Bluessongs, ist also ein Traditional, mit großen Ähnlichkeiten in Musik und Text. Die Musikforschung fand die Ursprünge des Stückes in einer großen Anzahl von Bluessongs aus den 1920er- und 1930er-Jahren, wie etwa Charley Pattons Banty Rooster Blues oder Memphis Minnies If You See My Rooster (Please Run Him Home). Auch sollte Howlin’ Wolf mehr an der Adaption beteiligt gewesen sein, als die alleinige Autorschaft von Dixon zuzulassen scheint. Die Frau des Gitarristen Hubert Sumlin, Evelyn Sumlin, soll sich darüber beschwert haben, dass Wolf alte Stücke umschriebe, Dixon aber die Lorbeeren dafür einheimse.
Wolfs Originalfassung ist ein langsamer Blues in A mit dem für den Blues typischen Reimschema AAB. Er selbst spielt die dominante Slide Guitar. Die Fassung der Rolling Stones enthält ein Mundharmonikaoutro, gespielt von Brian Jones.